# Willem Levinus Penning
Willem Levinus Penning (pseudoniem: M. Coens) (Schiedam, 10 november 1840 – Den Haag, 29 februari 1924) was een Nederlands schrijver en dichter.

## Leven
Willem Levinus kwam uit de bekende familie Penning uit Schiedam. Hij woonde ruim veertig jaar in zijn geboorteplaats en was daar onder meer werkzaam in het notariaat en in de administratie. Dit werk moest hij opgeven doordat zijn gezichtsvermogen door een oogkwaal steeds verder achteruit ging. In de latere jaren van zijn leven was hij geheel blind. In 1882 vertrok hij voor twee jaar naar Delfshaven; rond die tijd was zijn gezichtsvermogen zozeer verslechterd, dat hij geen beroep meer kon uitoefenen. Daarna ging hij naar Kampen en vervolgens ging hij in 1886 in Rotterdam wonen. In 1898 was zijn gezichtsvermogen bijna verdwenen; vanaf toen hielp Albert Verwey hem met zijn publicaties. Van 1907-1922 woonde Penning in Rijswijk, samen met zijn zuster en haar dochter. Zijn 80ste verjaardag werd meegevierd door bekende dichters, zoals Jacques Bloem, Jan Greshoff, Hein Boeken en Albert Verwey. Zij maakten het mogelijk dat "Levensavond" (1921) verscheen. De laatste jaren van zijn leven woonde hij in Den Haag.

## Betekenis
Penning was een van de voorlopers van de Beweging van Tachtig, een stroming die mede opkwam uit verzet tegen de clichématige, bloedeloze literatuur van haar voorgangers. Hoewel Penning tot die voorgangers behoorde, was hij nu juist een van de weinigen die een eigen geluid lieten klinken. Dichtbundels als Benjamin's vertellingen en Tom's dagboek thematiseren de kinderjaren van de blinde dichter.
In zijn geboorteplaats Schiedam is een straat naar hem genoemd, de Penninglaan. Deze ligt in Schiedam-West en loopt van de Burgemeester Knappertlaan naar de Stadhouderslaan. In Rijswijk is een Penninglaan en in Zoetermeer is een Penninghove. In Amsterdam is een W. L. Penningstraat. 

## Werken
- Gedichten (1876)
- Tienden van den oogst (1882)
- Schakering; poëzie en proza (1886)
- Benjamin’s vertellingen (1898)
- Kamermuziek (1903)
- Sint Jans-lot (1906)
- Tom’s dagboek (1910)
- Levensavond (1921)

## Prijs
- 1911 — Nieuwe Gids-prijs voor zijn poëzie. (Deze prijs werd dat jaar voor het eerst uitgereikt, en tevens aan Stijn Streuvels voor diens proza.)

## Gedicht
GEMEENSCHAP
Mijn zwaarste leed ten allen tijde
Was ’t machtloos stille medelijden;
Maar lichter steeds woog eigen juk
Door blik op and’rer Heil, door bloei van meêgeluk.
Uit het tijdschrift De Nieuwe Gids, 1922